# Triptologa
Triptologa is een geslacht van vlinders van de familie sikkelmotten (Oecophoridae), uit de onderfamilie Oecophorinae.

## Soorten
- T. aliena Meyrick, 1922
- T. coniopis Meyrick, 1914
- T. corrupta Meyrick, 1931